# Kevin Rudd

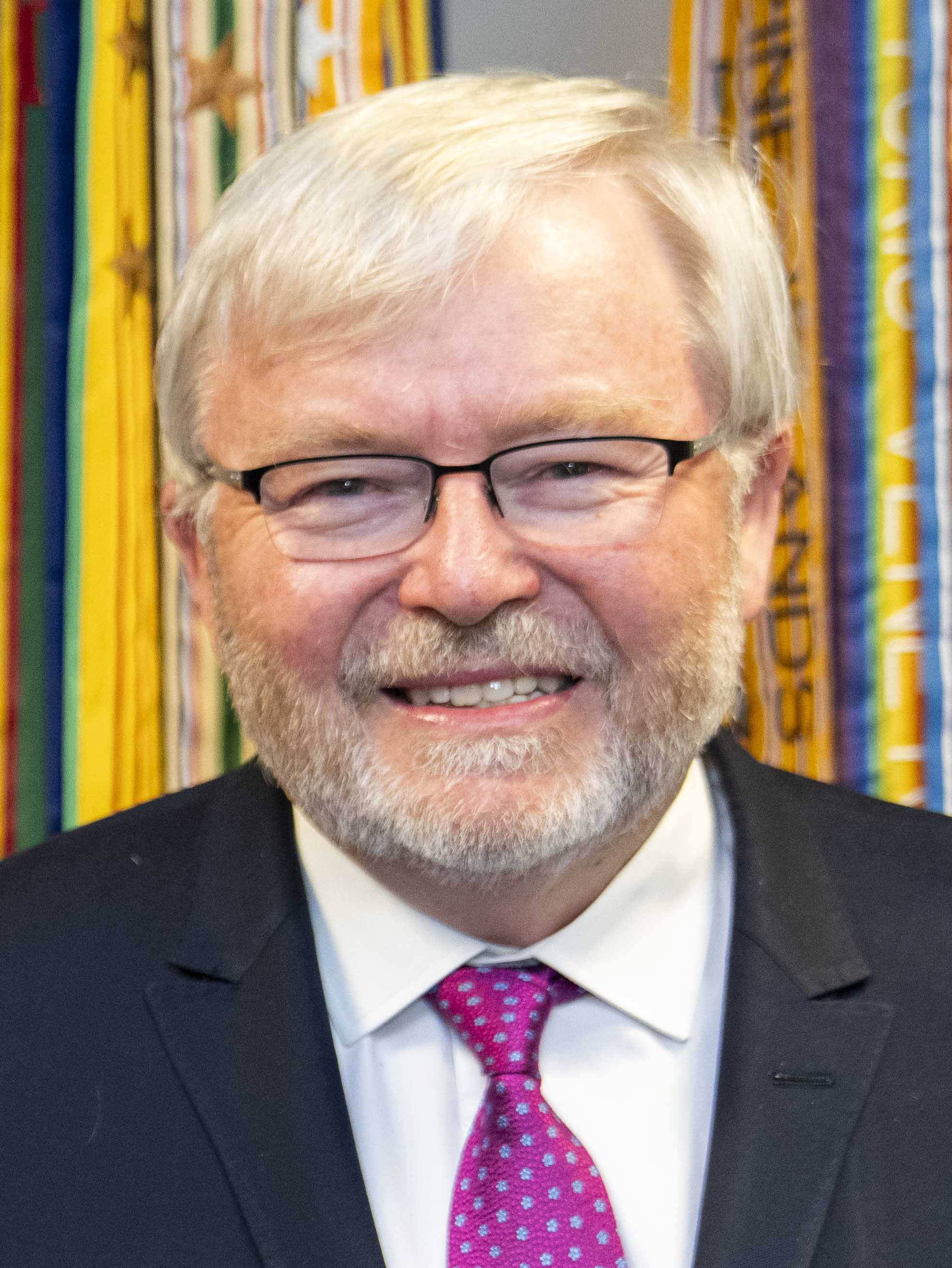
Kevin Rudd (2024)

Kevin Michael Rudd (* 21. September 1957 in Nambour, Queensland, Australien) ist ein ehemaliger australischer Politiker und Diplomat. Er war Premierminister Australiens vom 3. Dezember 2007 bis 24. Juni 2010 und vom 27. Juni 2013 bis zum 8. September 2013.
Rudd war von Dezember 2006 bis zum 24. Juni 2010 parlamentarischer Vorsitzender der Australian Labor Party, dieses Amt hatte er vom 26. Juni 2013 bis zum 13. September 2013 erneut inne. Vom 14. September 2010 bis zum 22. Februar 2012 amtierte er im Kabinett von Premierministerin Gillard als Außenminister.
Rudd schlug beruflich die Laufbahn eines Diplomaten ein, ist studierter Sinologe und spricht fließend Hochchinesisch. Seit März 2023 ist er Botschafter Australiens in den USA.

## Frühes Leben
Kevin Rudd ist der jüngste Sohn von Albert (Bert) und Margaret Rudd, geborene DeVere. Er wuchs auf einer Farm bei Eumundi in Queensland auf. Im Alter von 11 Jahren starb sein Vater, der ein Mitglied der Country Party war. Seine Mutter arbeitete nach dem Tod ihres Mannes als Krankenschwester im Brisbane Mater Hospital. Rudd ging zwei Jahre lang in Brisbane zu einer katholischen Schule, zum Marist Brothers College Ashgrove. Als seine Mutter am Nambour Hospital in Nambour arbeitete, schloss Rudd seine Schulausbildung an der Nambour State High School ab.
Danach lebte er ein Jahr in Sydney. Anschließend studierte an der Australian National University in Canberra chinesische Geschichte und chinesische Sprache. Sein Studium schloss er als Bachelor of Arts (Asian Studies) mit einem exzellenten Zeugnis ab.
1981 heiratete er Thérèse Rein, mit der er drei gemeinsame Kinder hat.

## Beruflicher Werdegang
1981 begann Kevin Rudd seine berufliche Karriere im australischen Außenministerium als Diplomat. Er arbeitete an den Botschaften in Stockholm und anschließend in Peking. 1986 kehrte er nach Canberra zurück. 1988 wurde Kevin Rudd zum Botschaftsrat im diplomatischen Dienst Australiens befördert.
Nach dem Ende seiner zweiten Amtszeit als Premierminister wurde Rudd im Jahr 2021 Präsident der Asia Society.

## Politischer Werdegang

### Karrierebeginn
Kevin Rudd trat 1972 im Alter von 15 Jahren in die Australian Labor Party ein.
1988 arbeitete Kevin Rudd im Wahlkampfteam von Wayne Goss, der die Wahl zum  Premierminister von Queensland im Jahr 1989 gewann. Kevin Rudd wurde sein Kanzleramtsminister und von 1991 bis 1995 Generaldirektor des Kabinettbüros.
Ab 1993 war Rudd zuständig für asiatische Sprachen an Schulen unter der australischen Regierung von Paul Keating. 1996 wurde er von seiner Partei für den Wahlkreis Griffith durch den Rücktritt eines langjährigen Parlamentsmitglieds zu dessen Nachfolger für das australische House of Representatives (australisches Parlament) ernannt. 1998 gewann Kevin Rudd die Wahl und kam im Alter von 41 Jahren ins Parlament; 2001 wurde er wiedergewählt. Im November 2011 wurde Rudd von der Labor Party zum Schattenminister für auswärtige Beziehungen, im Dezember 2003 für internationale Sicherheit und im Juni 2005 für Handel bestimmt.
Am 4. Dezember 2006 erfolgte Kevin Rudds Wahl zum 19. Vorsitzenden der Australian Labor Party.

### Premierminister

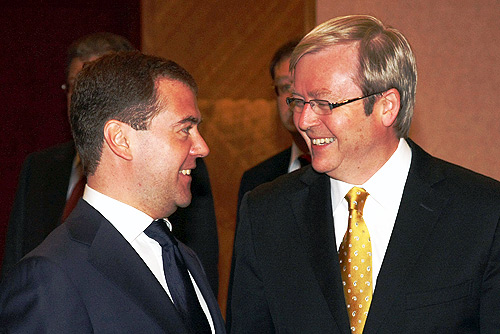
Rudd mit dem russischen Präsidenten Dmitri Medwedew (2009)

Bei der Parlamentswahl vom 24. November 2007 gelang der Labor Party ein deutlicher Wahlsieg, und am 3. Dezember 2007 wurde Rudd als Nachfolger John Howards als 26. Premierminister Australiens vereidigt. Sein Kabinett umfasste 29 Ministerien.
Im November 2007 kündigte Rudd an, zu Beginn seiner Amtszeit eine förmliche Entschuldigung für die Kindsentführungen, Massaker und Misshandlungen an den australischen Aborigines seit der britischen Kolonialisierung 1788 vorzubringen. Am 13. Februar 2008 machte er seine Ankündigung wahr und bat im Namen der australischen Regierung in einer Rede vor dem australischen Parlament für das während zwei Jahrhunderten angetane Unrecht um Entschuldigung. Rudds Vorgänger John Howard hatte eine solche Entschuldigung stets abgelehnt.
Die erste Amtshandlung seiner Regierung war die Ratifizierung des von seinem Vorgänger abgelehnten Kyoto-Protokolls.
Ein weiteres wichtiges Anliegen Rudds war die Verteidigungspolitik. Nach seiner Amtsübernahme beauftragte er Verteidigungsminister Joel Fitzgibbon mit der Erstellung eines neuen Weißbuches, welches die Regierung am 2. Mai 2009 veröffentlichte. In diesem spiegelt sich unter anderem Rudds Wahlversprechen wider, den Verteidigungsetat des Landes dauerhaft zu vergrößern und die australische Position im pazifischen Raum zu stärken. Im Zusammenhang mit Letzterem kühlten sich die Beziehungen zu China ab, da die Volksrepublik China das Dokument als potenzielle Bedrohung auffasste.

### Rücktritt
Am Abend des 23. Juni 2010 verdichteten sich plötzlich Gerüchte, dass vor allem der rechte Parteiflügel eine umgehende Ablösung von Rudd betreiben würde. Im Verlauf des Abends wurden diese Gerüchte zur Gewissheit und Julia Gillard galt schon bald als Favoritin bei einer Herausforderung Rudds.
Am folgenden Morgen, dem 24. Juni 2010, wurde eine Sitzung der parlamentarischen Fraktion der Labor Party einberufen. Bei dieser Sitzung wurde klar, dass Gillard breitere Unterstützung als Rudd besaß. Rudd stellte sich nicht mehr zur Wiederwahl, trat als Parteivorsitzender und Premierminister zurück und schied aus der Regierung aus.

### Außenminister
Nach den folgenden Parlamentswahlen am 21. August 2010 konnte sich Labor nach dem Verlust der absoluten Mehrheit dank der Unterstützung unabhängiger Abgeordneter knapp an der Regierung behaupten. Rudd wurde von der im Amt bestätigten Ministerpräsidentin Gillard zum Außenminister ernannt.
Analog zu dem Slogan seiner Wahlkampagne von 2007, Kevin 07, erhielt Rudd wegen seiner häufigen Flugreisen den Spitznamen Kevin 747, der sich auf das Großraumflugzeug Boeing 747 bezieht.
Am 22. Februar 2012 trat er vom Amt des Außenministers zurück. Nachdem Rudd Zweifel an der Fähigkeit von Ministerpräsidentin Gillard geäußert hatte, die nächsten Wahlen gewinnen zu können, setzte diese für den 27. Februar 2012 eine Abstimmung über den Parteivorsitz in der Parlamentsfraktion von Labor an. Diese gewann sie mit 71 Stimmen für sich gegen 31 für Rudd. Rudd erklärte in der Folge, er habe nicht vor, nochmals bei einer Abstimmung um eine Führungsposition gegen Gillard anzutreten.

### Zweite Amtszeit als Premierminister
Am 26. Juni 2013 bewarb sich Rudd erneut bei einer Abstimmung seiner Parlamentsfraktion um den Parteivorsitz gegen Gillard. Er gewann diese mit 57 zu 45 Stimmen. Am nächsten Tag wurde er wieder Premierminister.

Bei der Parlamentswahl am 7. September 2013 erhielt Labour 55 von 150 Sitzen (minus 17); die liberalkonservative Liberal Party of Australia mit dem Spitzenkandidaten Tony Abbott erhielt 58 Sitze (plus 14). Rudd trat am Tag nach der Wahl vom Amt des Premierministers zurück; auf sein bei der Wahl errungenes Abgeordnetenmandat verzichtete er wenig später. Abbott wurde Premierminister und bildete die Regierung Abbott.

### Australiens Botschafter in den USA
Rudd wurde im Dezember 2022 Australiens US-Botschafter. Er begleitete in dieser Funktion Wikileaks-Gründer Julian Assange nach seiner Freilassung aus britischer Haft zu dem US-Gericht auf der Marianen-Insel Saipan – einem US-Außengebiet im Westpazifik. Die USA machten Assange Spionagevorwürfen (Espionage Act) und drohten mit bis zu 175 Jahre Haft in den USA. Bei dem Gerichtstermin wurde die Einigung über Assanges Freilassung mit den US-Justizbehörden abgesegnet, für die sich die australische Regierung der Labor-Linken von Premierministers Anthony Albanese eingesetzt hatte.

## Werke
- On Xi Jinping: How Xi’s Marxist Nationalism is Shaping China and the World. Oxford University Press, New York 2025, ISBN 978-0-19-776603-3.
- The World According to Xi Jinping: What China’s Ideologue in Chief Really Believes. In: Foreign Affairs. Vol. 101, No. 6, November/Dezember 2022, S. 8–21.
- The Avoidable War: The Dangers of a Catastrophic Conflict Between the US and Xi Jinping’s China. Hachette, Sydney 2022, ISBN 978-0-7336-4850-2.
- The PM Years. Macmillan Australia, Sydney 2018, ISBN 978-1-76055-668-6.